# 조나탕 밤바
조나탕 푸세니 밤바(프랑스어: Jonathan Fousseni Bamba, 1996년 3월 26일 ~ )는 메이저 리그 사커의 시카고 파이어에서 윙어 또는 공격형 미드필더로 활약하고 있는 코트디부아르의 축구 선수이다. 프랑스 출신으로 코트디부아르 국가대표팀에서 뛰고 있다.

## 구단 경력

### 생테티엔
밤바는 2011년에 입단한 생테티엔 유소년 아카데미 출신이다.
2015년 1월 25일, 밤바는 파리 생제르맹을 상대로 0-1로 패한 홈경기에서 82분만에 요앙 몰로를 대신해 리그 1 데뷔 전을 치렀다. 2015년 여름, 그는 아약스와의 프리 시즌 친선 경기에서 골을 넣었다. 2015년 9월 20일, 그는 낭트와의 리그 1 경기에 선발 출전해 26분에 골을 넣으며 2-0으로 이긴 홈경기에서 생테티엔의 첫 골을 기록했다.
2016년 1월 18일, 밤바는 2015-16년 시즌이 끝날 때까지 임대로 리그 2의 파리 FC로 이적하였다. 2016년 여름, 밤바는 벨기에 프로 리그 A의 신트트라위던으로 임대되었다. 그러나 신트트라위던은 2016-17년 시즌 겨울 방학 동안 그를 생테티엔으로 조기 복귀시켰다. 2017년 1월 4일, 밤바는 2016-17년 시즌이 끝날 때까지 리그 1의 앙제로 임대되었다.
2017년 9월 24일, 2-2로 비긴 렌과의 리그 1 홈 경기에서 생테티엔의 페널티킥 2호골을 성공시켜 2017-18년 시즌 리그 1 4호골 (3골은 페널티킥)을 기록했다.

### 릴
2018년 7월 2일, 밤바는 릴과 5년 계약을 체결했다. 2018년 8월 11일, 밤바는 3-1로 승리한 스타드 렌과의 리그 1 홈 경기에서 릴 소속으로 데뷔해 결승골을 넣었다. 2주 후, 그는 릴 소속으로 리그 1에서 세 번째 경기를 치렀고, 3-0으로 승리한 갱강와의 리그 1 홈 경기에서 2골을 넣으며 2018-19년 시즌 리그 1 득점을 3골로 늘렸다. 9월 30일, 밤바는 마르세유와의 리그 1 홈 경기에서 경기 막판 6분 동안 페널티킥 포함 2골을 넣으며 3-0으로 승리했다. 10월 6일, 그는 2018-19년 리그 1 득점을 7골로 늘렸고(2017-18년 시즌 동안 리그 1 득점은 7골에 그쳤다), 다시 2골을 넣으며 니콜라 페페의 골을 도우며 생테티엔과의 리그 1 홈 경기에서 3-1로 승리했다.
코로나19 범유행으로 인해 2019-20년 시즌 리그 1이 취소된 밤바는 2020-21년 시즌 릴이 리그 4승째를 거두면서 정규 선발로 확정되었고, 리그 전 경기에 출전하게 되었다.

### 셀타
2023년 7월 18일, 밤바는 라리가의 셀타와 계약했다.

### 시카고 파이어
2025년 1월 21일, 밤바는 3년 계약으로 메이저 리그 사커 팀인 시카고 파이어로 이적했다.

## 국가대표팀 경력
그의 이중 국적 덕분에, 밤바는 프랑스나 코트디부아르를 국제적으로 대표하는 것을 선택할 수 있었다.
2023년 3월, 그는 코모로와의 2023년 아프리카 네이션스컵 예선 2경기에 출전하기 위해 코트디부아르 국가대표팀 소집을 수락하면서 국가대표팀의 일원이 되었다.
2023년 12월, 밤바는 2023년 아프리카 네이션스컵에서 코트디부아르 국가대표팀 명단에 이름을 올렸다. 그는 대회 개막전에서 기니비사우를 상대로 2-0으로 승리한 코트디부아르의 선발 출전 선수였다.

## 수상
릴
- 리그 1 : 2020–21[13]
- 트로페 데 샹피옹 : 2021[23]

코트디부아르
- 아프리카 네이션스컵 : 2023[24]